# Niittysaaret (ö i Norra Savolax, Norra Savolax)
Niittysaaret är en ö i Finland. Den ligger i sjön Haapajärvi och i kommunen Idensalmi i den ekonomiska regionen  Övre Savolax ekonomiska region  och landskapet Norra Savolax, i den centrala delen av landet, 400 km norr om huvudstaden Helsingfors. Öns area är 3,1 hektar och dess största längd är 320 meter i öst-västlig riktning.  Notera att namnet antyder att det är fråga om flera öar.